# 錦江楽園駅
錦江楽園駅（きんこうらくえん-えき）は、中華人民共和国上海市徐匯区虹梅路にある上海軌道交通1号線の駅。

## 駅構造
相対式ホーム2面2線を有する地上駅。

## 駅周辺
- 錦江楽園
- 梅隴駅（廃駅）

## 歴史
- 1995年4月10日 - 開業。
- 1996年12月28日 - 1号線の駅舎が移転。

## 隣の駅
上海軌道交通（上海地下鉄）
■1号線
蓮花路駅 - 錦江楽園駅 - 上海南站駅